# Daniele De Paoli
Daniele De Paoli (Pavia, Llombardia, 8 de desembre del 1973) és un ciclista italià, ja retirat, professional del 1997 al 2002 i del 2005 al 2006. En el seu palmarès destaca una victòria d'etapa a la Volta a Catalunya de 2001 i el Giro dels Abruços del 2000.
Durant el Giro d'Itàlia de 2001 li trobaren substàncies prohibides en el seu poder i el 2002 la Federació Italiana de Ciclisme el sancionà amb mig any sense poder competir. El 2002 va ser detingut per posseir productes prohibits i suspès pel seu equip, l'Alessio. De Paoli anuncia llavors el final de la seva carrera. Després de dos anys sense competir, el 2005 es va incorporar a LPR, equip on va competir dues temporades i amb qui guanyà el Giro del Mendrisiotto.

## Palmarès
- 1995
  - 1r a la Milà-Rapallo
- 1996
  - 1r a la Medalla d'or Ciutat de Monça i guanyador de 2 etapes
  - Vencedor de 2 etapes de la Volta a la Província de Lieja
- 2000
  - 1r al Giro dels Abruços
- 2001
  - Vencedor d'una etapa de la Volta a Catalunya
- 2006
  - 1r al Giro del Mendrisiotto

### Resultats al Giro d'Itàlia
- 1997. 29è de la classificació general
- 1998. 8è de la classificació general
- 1999. 8è de la classificació general
- 2000. 36è de la classificació general
- 2001. 21è de la classificació general
- 2002. 32è de la classificació general

### Resultats a la Volta a Espanya
- 1999. Abandona (9a etapa)
- 2001. Abandona (18a etapa)